# Coppa del Re 2000 (hockey su pista)
La Coppa del Re 2000 è stata la 57ª edizione della principale coppa nazionale spagnola di hockey su pista. La competizione ha avuto luogo con la formula della final eight dal 24 al 27 febbraio 2000 presso il Pavelló d'Esports di Blanes. 
Il trofeo è stato conquistato dal Barcellona per la tredicesima volta nella sua storia superando in finale il Voltregà.

## Squadre partecipanti
Le squadre qualificate sono le prime otto classificate al termine del girone di andata della División de Honor 1999-2000.
| Club            | Qualificazione                                        |
| --------------- | ----------------------------------------------------- |
| Liceo La Coruña | 1º posto nel girone di andata della División de Honor |
| Igualada        | 2º posto nel girone di andata della División de Honor |
| Barcellona      | 3º posto nel girone di andata della División de Honor |
| Reus Deportiu   | 4º posto nel girone di andata della División de Honor |
| Vic             | 5º posto nel girone di andata della División de Honor |
| Blanes          | 6º posto nel girone di andata della División de Honor |
| Vilafranca      | 7º posto nel girone di andata della División de Honor |
| Voltregà        | 8º posto nel girone di andata della División de Honor |

## Risultati

### Quarti di finale
| Squadra 1        | Risultato       | Squadra 2  |
| ---------------- | --------------- | ---------- |
| 24 febbraio 2000 |                 |            |
| Liceo La Coruña  | 2 - 3           | Voltregà   |
| Reus Deportiu    | 4 - 4 (1-2 dtr) | Vic        |
| 25 febbraio 2000 |                 |            |
| Igualada         | 3 - 3 (1-0 dtr) | Vilafranca |
| Barcellona       | 5 - 2           | Blanes     |

### Semifinali
| Squadra 1        | Risultato | Squadra 2 |
| ---------------- | --------- | --------- |
| 26 febbraio 2000 |           |           |
| Barcellona       | 4 - 1     | Igualada  |
| Voltregà         | 4 - 3     | Vic       |

### Finale
| Blanes 27 febbraio 2000                | Barcellona     | 3 – 3 (d.t.s.) | Voltregà | Pavelló d'Esports |
| \| \| \| \| \| \| Shootout 1 – 0 \| \| |                |                |          |                   |
|                                        |                |                |          |                   |
|                                        | Shootout 1 – 0 |                |          |                   |